# Fysiologiskt pH
Fysiologiskt pH är det pH-värde människokroppen normalt har. Man brukar räkna fysiologiskt pH som 7,40, men det kan variera utifrån bland annat matintag och ventilation. Syror avger vätejoner och bildas i cellernas metabolism samt kan tillföras kroppen genom födan. Baser binder vätejoner och tillförs genom födan. Intervallet 7,35–7,45 anses vara normalt. pH under  7,35 benämns acidos, och över 7,45 benämns alkalos. 

## Reglering av pH

### Buffertsystem
Vid rubbningar i kroppens pH-värden kan homeostas upprätthållas med hjälp av fysiologiska buffertsystem. Mindre, temporära förändringar kan kroppen reglera själv. Vid vissa sjukdomstillstånd, exempelvis rubbningar i ämnesomsättningen, är förändringarna för stora för att kroppen själv ska kunna kompensera vilket kan kräva medicinsk behandling. 
Kemiska buffertsystem, som kolsyra-vätekarbonatbufferten, förhindrar dramatiska förändringar i pH genom att binda eller frisätta vätejoner. Kolsyra-vätekarbonatbufferten binder vätejoner och vätekarbonat i form av kolsyra som sedan kan andas ut i form av koldioxid och vatten. 
{\displaystyle {\rm {CO_{2}+H_{2}O\rightleftarrows H_{2}CO_{3}\rightleftarrows HCO_{3}^{-}+H^{+}}}}

### Kompensation
Njurarna reglerar pH genom att spara eller utsöndra baser och syror efter behov. 
Lungorna reglerar pH genom att ventilera ut koldioxid.